# Famille de Montbel d'Entremont
La famille de Montbel est un lignage noble originaire de Savoie, éteinte au XVIe siècle.
La branche aînée de la famille de Montbel détenait depuis ses lointaines origines, entre autres seigneuries, le fief principal d'Entremont, d'où parfois l'usage de famille d'Entremont. La famille est ainsi connu par le patronyme de Montbel d'Entremont, éteinte au XVIe siècle.

## Historique

### Selon l'Armorial et nobiliaire de l'ancien duché de Savoie
Amédée de Foras, auteur de l'Armorial et nobiliaire de l'ancien duché de Savoie, indique que selon les anciens généalogistes, la souche des Montbel d'Entremont serait des plus illustres puisqu'ils descendraient d'Astolphe, roi des Lombards : Robert puiné, fils de Baudouin, comte de Flandre, retournant des guerres d'Italie, l'an 1047, épousa Alix, fille unique de Rodolphe, seigneur souverain d'Entremont et de Montbel et de Marie de Granson… Suit une filiation fabuleuse qui ne repose sur aucun élément probant aux yeux du généalogiste savoyard. Il précise d'ailleurs que les généalogistes ont suivi en boucle Alphonse d'Elbène (1538-1608) , auteur imaginatif d'une Histoire du royaume de Bourgogne, connu en Savoie pour être à l'origine d'une généalogie légendaire partant du roi Bérold, ancêtre supposé de la famille régnante de Savoie.
Pour Foras, le fondateur plausible de la famille de Montbel d'Entremont est Guillaume II qui, les 8 et 11 juillet 1240 prête hommage au comte Amédée IV de Savoie pour les seigneuries de Montbel et d'Entremont qui sont situées aux confins du comté de Savoie et du Dauphiné. Guillaume épouse Jeanne de Grandson. Puis, il part pour la septième croisade en 1248 avec le roi Saint-Louis et en revient en 1254 avec une relique de la Sainte Épine dont il donne le nom à son château du mandement de Montbel. Suit la filiation authentique jusqu'à Jacqueline de Montbel d'Entremont (1541-1599), épouse de l'amiral de Coligny, dernière descendante du nom de cette famille éteinte en 1599. Béatrice de Coligny, seule descendante de Jacqueline de Montbel d'Entremont, a transmis son nom à ses héritiers, la famille Bon.

### Selon l'Armorial général de Francede d'Hozier
Le premier membre connu de cette famille serait Philippe, seigneur de Montbel qui aurait participé à la croisade commandée par Godefroy de Bouillon. Toutefois selon les auteurs, sa filiation remonterait au XIIIe ou XIVe siècle. Dans son Armorial général de France, d'Hozier, considère que la lignée des Montbel commence avec ce Philippe. Les premiers Montbel étaient seigneur de Montbel, d'Entremont (Entremont-le-Vieux actuellement Entremont et Entremont le Jeune actuellement Saint Pierre d'Entremont (Savoie et Isère) et de l'Epine). Le château de L'Épine, situé au mandement de Montbel, aurait été construit par Guillaume de Montbel, en souvenir de son retour de Terre Sainte, alors qu'il accompagnait Saint Louis revenant avec une épine de la Sainte Couronne. Si les Montbel, jouant sur leur situation géographiques aux confins indécis de la Savoie et du Dauphiné, ont été indépendants, ce n'est que jusqu'en 1234, date à laquelle ils rendirent hommage au Dauphin pour leur terre d'Entremont. En 1240 ils rendirent hommage au comte de Savoie pour leur château de Montbel. Ces deux allégeances n'ont pas été sans conséquences, les comtes de Savoie étant opposés aux Dauphins. De fait, vers 1300, Robert de Montbel entra en guerre contre le comte de Savoie à cause de l'hommage rendu au Dauphin, et inversement contre le Dauphin pour celui rendu au comte de Savoie. Finalement il rendit hommage au Dauphin, promettant de le suivre à chaque fois que ce dernier serait face au Savoie. Ce dernier hommage n'a pas empêché les descendants de Robert de suivre soit les comtes de Savoie, soit les Dauphins afin de sauvegarder leur autonomie. 
Leurs membres furent chevaliers de l'ordre de l'Annonciade, grand écuyer de Savoie, etc. Ils s'allièrent à toutes les familles de Savoie et du Dauphiné.

### Dualité entre la Savoie et le Dauphiné
Samuel Guichenon, (1607-1664), historiographe du duc de Savoie, confirme que la famille de Montbel d'Entremont est bien d'origine savoyarde. Toutefois, cette maison ayant possédé des seigneuries en Savoie, en Bresse, en Bugey et en Dauphiné, est étudiée conjointement en Savoie et en Dauphiné.
Il est rappelé que:
- Au XIe et XIIe siècles, les territoires de la Savoie et du Dauphiné se chevauchaient et que cela entrainait de nombreux conflits entre les comtes de Savoie et les comtes d'Albon, devenus Dauphins du Viennois.
- Au XIIIe siècle, le comté de Savoie possède la Bresse et le Bugey.
- En 1349, le roi de France Philippe VI rachète le Dauphiné à Humbert II de Viennois et rattache ce territoire au royaume de France. Son fils Charles prend le titre de Dauphin.
- En 1355, le Traité de Paris, passé entre Amédée VI de Savoie et Jean le Bon permet de tracer les frontières entre la Savoie et le Dauphiné et évite ainsi les causes de conflit du passé. La région de la Chartreuse fait notamment l'objet d'un rattachement partiel au Dauphiné. La frontière définitive ne sera dressée qu'au XVIIIe siècle. Les comtes d'Entremonts jouant habilement sur le fait que dans le traité la frontière était délimitée par le Guiers sans qu'il soit précisé s'il s'agissait du Guier-Vif ou du Guier-Mort.
- En 1601, le Traité de Lyon passé entre le duc Charles-Emmanuel Ier de Savoie et le roi Henri IV entraine le rattachement de la Bresse et du Bugey au royaume de France.

Il reste, au milieu de ces inextricables mouvements de frontière et de souveraineté, à en déterminer les conséquences pour les comtes de Montbel d'Entremont, titulaires de nombreuses seigneuries dispersées sur ces territoires, dont ils doivent faire allégeance à leurs suzerains légitimes.

### Succession des comtes de Montbel et d'Entremont auXVIesiècle
- Jacques II, comte de Montbel d'Entremont, fils aîné de Guillaume de Montbel et d'Aynarde de La Chambre, épouse Jeanne de Sainte-Maure . Il hérite le comté d'Entremont et de Montbel de son oncle Jacques I, mort en 1476, sans postérité. Il teste le 6 mai 1513 en léguant le comté d'Entremont et de Montbel à son fils Charles[4] .

- Charles , comte de Montbel d'Entremont, succède à son père , Jacques II de Montbel. Il épouse en 1517, Madeleine d'Astarac dont il n'a pas d'enfants. Il meurt vers 1523, et Sébastien de Montbel , son cousin germain, lui succède en réalité au comté d'Entremont et Montbel[4].

- Françoise, fille de Jacques II de Montbel, épouse en 1509, Charles de Lannoy († 1527), chevalier de l'ordre de la Toison d'or, vice-roi de Naples, prince de Sulmone et d'Ortonamare, comte d'Asti et de la Roche en Ardennes. Elle fut pendant quelque temps détentrice du comté d'Entremont et de Montbel, dont elle paraît avoir joui au moins nominalement, après la mort de son frère Charles. Mais, à la suite d'une longue procédure, elle doit céder le comté et le titre à son cousin germain, Sébastien[4]. Les historiens belges Léon-Ernest Halkin et Georges Dansaert, dans l'ouvrage consacré à Charles de Lannoy, vice-roi de Naples (1934), lui reconnaissent six enfants et un fils légitimé[5].

- Sébastien de Montbel, comte de Montbel d'Entremont, chevalier de l'ordre de l'Annonciade, marié à Dona Béatrix Pacheco Da silva. Il obtient, après une longue procédure avec sa cousine pré-citée, le comté et le titre de comte d'Entremont de Montbel suite au décès de son cousin germain, Charles, décédé sans postérité en 1523. Il teste en 1565 et meurt vers 1568[6].
  - Jacqueline, comtesse de Montbel d'Entremont (1541-1599), fille unique de Sébastien de Montbel d'Entremont et de Béatrix Pacheco, demoiselle d'honneur de la princesse Marguerite de France, mariée à 1/ Claude de Bastarnay, et à 2/ Gaspard II de Coligny, amiral de France. Selon le comte Amédée de Foras, généalogiste et historien de Savoie, Jacqueline de Montbel d'Entremont , morte en 1599 a été la dernière du nom direct: la famille de Montbel d'Entremont est ainsi éteinte en ligne directe à la fin du XVIe siècle[7] .

En l'année 1563, dès qu'il fut en possession de Turin, sa nouvelle capitale, le duc Emmanuel-Philibert de Savoie, voulut recevoir à Chambéry, berceau de sa dynastie, l'ordre de l'Annonciade, des mains d'un grand feudataire contemporain de son père Charles III de Savoie, en la personne de Sébastien, comte de Montbel d'Entremont. Citation : « Quoy que l'Ordre de l'Annonciade fut en très grand considération en Savoye, néant moins le restablissement qu'en fit le Duc Charles le Bon en 1518, il ne s'estait point fait de nouvelle promotion à cause des guerres du Piémont et ne restait de tous les chevaliers que Sébastien, comte de Montbel d'Entremont de la main de qui le Duc prit l'Ordre à Chambéry » (Fin de citation).

### Succession Jacqueline de Montbel d'Entremont
Béatrix de Coligny (vivante en 1600), fille unique et héritière de Jacqueline de Montbel d'Entremont et de Gaspard de Coligny, porta les châteaux de Montellier et de Saint-André par mariage, les 17 juillet et 30 novembre 1600, au baron de Mévouillon et de Montauban, grand chambellan de Savoie. Les enfants du baron de Mévouillon prirent le nom de Montbel d'Entremont .
Elie-Louis de Montbel d'Entremont. Il serait mort sans postérité. Il avait légué le Montellier à sa nièce Marie-Charlotte de Romilley de la Chesnelaye, femme de Guillaume-François-Antoine de L'Hospital, marquis de Saint-Mesme .

## Héraldique
| Famille de Montbel | Les armes de la famille de Montbel se blasonnent ainsi : d'or, au lion de sable, armé et lampassé de gueules, à la bande componée d'hermine et de gueules de six pièces, brochante sur le tout. Cimier : un aigle d'argent becqué d'azur Support : deux lions d'or |

## Personnalités
- Philippe de Montbel (vivant en 1098), mort à Antioche[9].
  - Guillaume II de Montbel[9](vivant v.1240 et 1248), fils de George de Montbel (vivant en 1219). Fait des donations en mars 1244 et participe en 1248, à la septième croisade[9].
- Amé de Montbel, reçu chanoine-comte de Saint-Jean de Lyon, en 1320[10].

- Jacques I, comte de Montbel d'Entremont . Il est titulaire du fief d'Entremont (investi en titre de comté le 21 août 1473 -Sommaire des fiefs-). Étant sans postérité, il teste les 14 et 16 mai 1476 en faveur de son neveu Jacques II, fils de son frère cadet, Guillaume de Montbel, qu'il désigne comme son héritier universel. Il meurt avant le 23 décembre 1476 et il est inhumé à Hautecombe[11] .
- Sébastien, comte de Montbel d'Entremont, chevalier de l'ordre de l'Annonciade.
  - Jacqueline, comtesse de Montbel d'Entremont (1541-1599), fille du précédent, héritière du titre, demoiselle d'honneur de la princesse Marguerite de France.

## Titres
Liste non exhaustive des titres que porta la famille de Montbel, puis Montbel d'Entremont (Savoie), suivant les périodes :
- comtes de Buriasco, de Dolomieu, d'Entremont et de Montbel, de Frossasco
- seigneurs de Dullin, d'Entremont, de Grésy, de Montbel, du Montellier, de Natage, de Pierre-Chatel, Prémorens, Saint-André de Briord, de Saint-Mauris, de Verel...

## Possessions
Liste non exhaustive des possessions tenues en nom propre ou en fief par la famille de Montbel d'Entremont :
- château de Montbel, à Novalaise (XIe siècle ou XIIe siècle), à la limite de la commune d'Ayn[réf. nécessaire].
- château d'Entremont, à Saint-Pierre-d'Entremont (Xe siècle-1307).
- vieux château de l'Épine, à Nances. Situé en Savoie, à proximité de Pont-de-Beauvoisin. Désigné sous le nom de château de L'Épine, il est fondé au XIIIe siècle par Guillaume de Montbel d'Entremont, qui y crée une chapelle pour déposer le reliquaire de la sainte Épine (identique à celui que possédait la Sainte-Chapelle à Paris) rapportée de la Septième Croisade. Un important pèlerinage régional avait lieu chaque année à Nances pour honorer cette relique. Il ne reste plus que des ruines de ce château fort, qui aurait été démoli sous la Révolution française par ordre d'Albitte, surnommé le Robespierre Savoyard.
- château de Dullin ou Vieux Château, à Dullin (XIIIe siècle).
- château du Gouvernement ou de Saint-Pierre d'Entremont ou Château-Neuf, dit aussi de Montbel, à Saint-Pierre-d'Entremont (XIVe siècle). Situé en Dauphiné, il fut édifié au XIVe siècle sur la rive gauche du Guiers après la perte du château d'Entremont. Ce château est également en ruines. Il aurait été incendié sur ordre de Richelieu en 1633, acheté et réparé par les chartreux puis vendu sous la Révolution comme bien national. Il est actuellement la propriété de l'ONF.
- château du Montellier, au Montellier (1554-1600).
- château de Saint-André, à Briord (1539-1695).
- château du Touvet, au Touvet (XIIIe siècle-1528).
- château de Verel-de-Montbel, à Verel-de-Montbel.

### Cessions de fiefs
- Natage est vendu le 10 novembre 1694 aux chartreux de Pierre-Châtel.
- Le mandement, terre, juridiction et marquisat de Saint-Mauris en Bugey, sont vendus le 15 décembre 1694 au marquis Jean-Baptiste Costa.
- Le fief de Montbel et le château de l'Épine sont vendus le 14 janvier 1695 à Louis des Champs, marquis de Chaumont.
- La seigneurie, (marquisat), de Saint-André de Briord est vendue le 16 septembre 1606 à Claude, marquis d'Harancourt.
- Le marquisat du Montelier est vendu le 4 novembre 1781 à Antoine Greppo, de Lyon.

## Offices
Certains membres ont été châtelains de :
- Briançon et Salins (1320-1326) ;
- Chambéry, puis de Chambéry, Saint-Alban et d'Entre-deux-Guiers (1468-1476, 1491-1492, 1495-1513) ;
- Clermont (1498-1502) ;
- Maurienne (1456-1457) ;
- Montmélian (1456-1457) ;
- Rumilly (1465-1466).